# النوم المصغر

مثال على موجة ألفا EEG

مثال على موجة EEG ثيتا

النوم المصغر (MS) هو حلقة مؤقتة من النوم أو النعاس قد تستمر لجزء بسيط من الثانية أو حتى 30 ثانية حيث يفشل الفرد في الاستجابة لبعض المدخلات الحسية التعسفية ويصبح فاقدًا للوعي. يحدث مرض التصلب العصبي المتعدد عندما يفقد الفرد الوعي وبالتالي يكتسب الوعي بعد انقضاء وجيزة في الوعي، أو عندما يكون هناك تحولات مفاجئة بين حالات اليقظة والنوم. من الناحية السلوكية، تظهر مرض التصلب العصبي المتعدد على شكل عيون متدلية، وإغلاق جفن بطيء، وإيماءة الرأس. من الناحية الكهربائية، غالبًا ما تصنف المجهرية كنقطة تحول في الدماغ الكهربائي (EEG) يستبدل خلالها نشاط من 4 إلى 7 هرتز (موجة ثيتا) إيقاع الخلفية من 8 إلى 13 هرتز (موجة ألفا).
غالبًا ما يحدث مرض التصلب العصبي المتعدد نتيجة للحرمان من النوم، على الرغم من أن الأفراد المحرومين من غير النوم يمكنهم أيضًا تجربة مرض التصلب العصبي المتعدد أثناء المهام الرتابة. يعرّف بعض الخبراء microsleep وفقًا للمعايير السلوكية (إيماءات الرأس والجفون المتدلية، إلخ)، بينما يعتمد آخرون على علامات EEG. نظرًا لوجود العديد من الطرق لاكتشاف MS في مجموعة متنوعة من السياقات، لا يوجد اتفاق كبير على أفضل طريقة لتحديد وتصنيف حلقات microsleep.
Microsleep أمر خطير للغاية عندما تحدث في الحالات التي تتطلب اليقظة المستمرة، مثل قيادة السيارة أو العمل مع الآلات الثقيلة. غالبًا ما يظل الأشخاص الذين يعانون من نوبات الصغر غير مدركين لها، بدلاً من الاعتقاد بأنهم كانوا مستيقظين طوال الوقت، أو فقدوا التركيز مؤقتًا.

## الخلفية وأهميتها

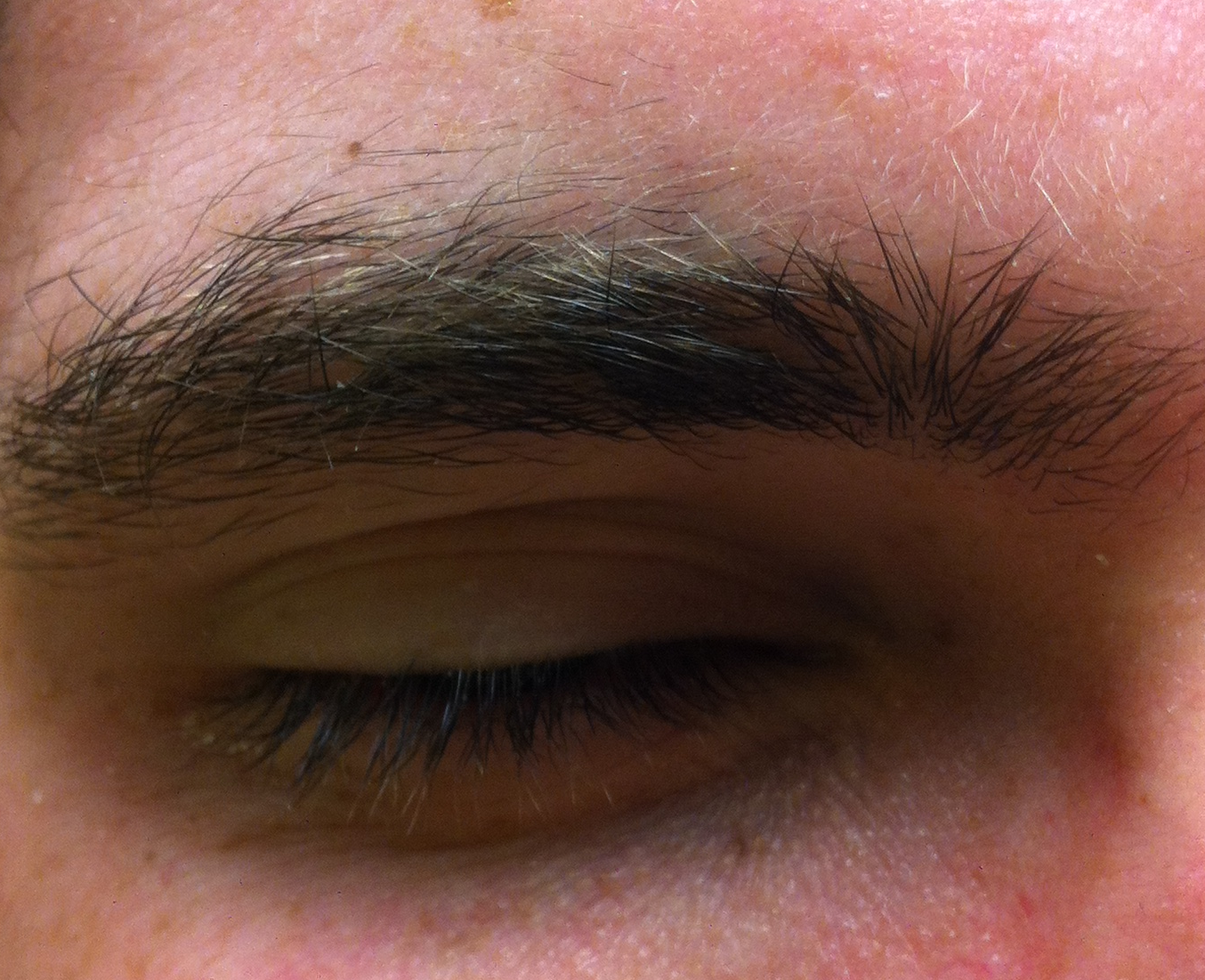
جفن مغلق ، مما يدل على الحدث microsleep وفقا لاختبار الفيديو للعين.

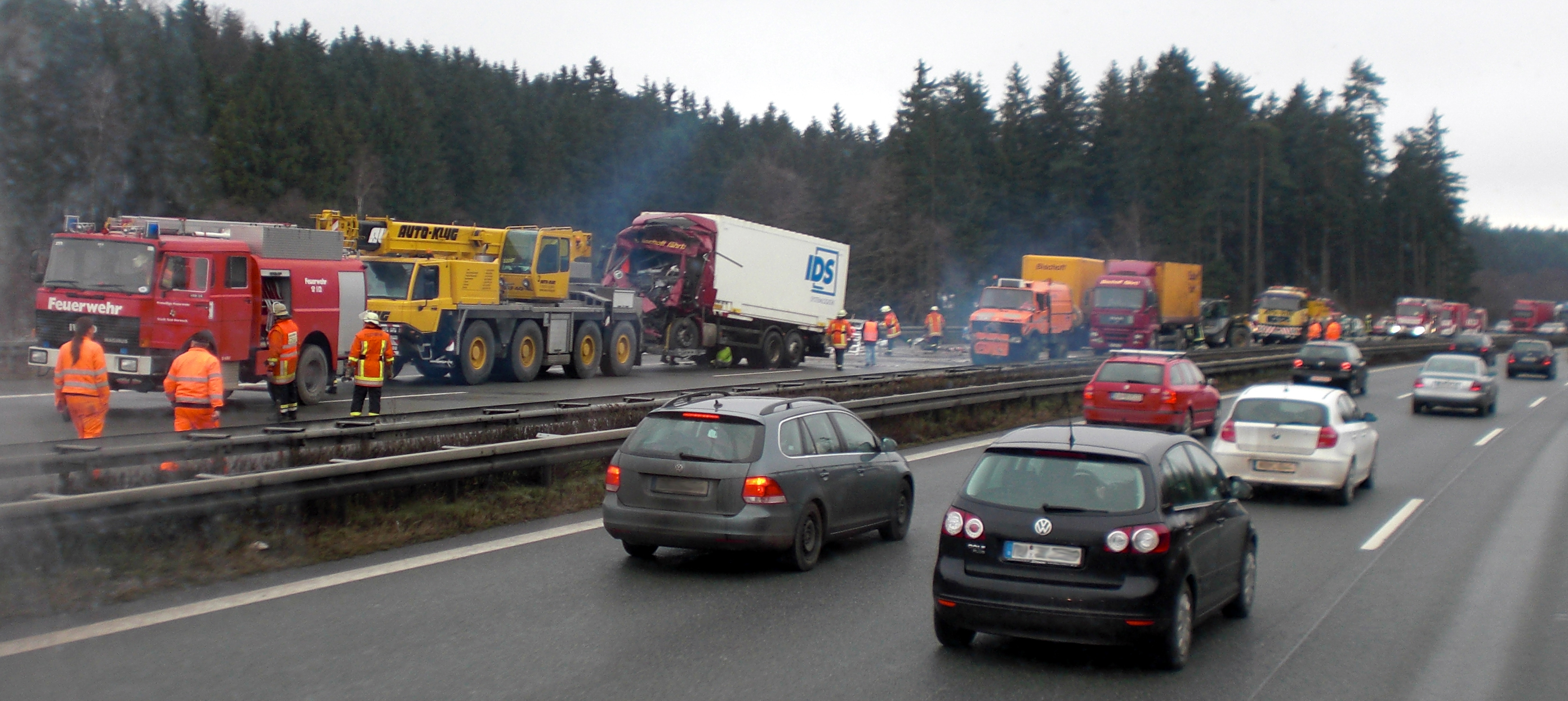
الاصطدام المروري ، نتيجة محتملة للنوم المصغر

مع أكثر من 1550 حالة وفاة و40،000 إصابة غير مميتة التي تحدث سنويًا في الولايات المتحدة وحدها نتيجة لقيادة النعاس، أصبح فقدان النوم مشكلة في الصحة العامة.  عند تجربة microsleeps أثناء قيادة سيارة، من منظور السائق، فإنهم يقودون سيارة، ثم يدركون فجأة أن عدة ثوان قد مرت دون أن يلاحظها أحد. ليس من الواضح للسائق أنهم كانوا نائمين خلال تلك الثواني المفقودة، على الرغم من أن هذا ما حدث بالفعل. يتعرض سائق النوم لخطر كبير جدًا بسبب تعرضه لحادث تصادم أثناء حلقة microsleep.
تاريخيا، نتجت العديد من الحوادث والكوارث عن نوبات microsleep في هذه الظروف. على سبيل المثال، يُزعم أن حلقة microsleep كانت أحد العوامل التي ساهمت في كارثة قطار Waterfall في عام 2003؛ أصيب السائق بأزمة قلبية وقال الحارس الذي كان ينبغي له أن يتفاعل مع السرعة المتزايدة للقطار إن المدافع قد أصيب به، مما تسبب في إخضاعه للمساءلة. في 31 مايو 2009، تحطمت طائرة تابعة لشركة الخطوط الجوية الفرنسية (الرحلة الفرنسية رقم 447) على متنها 228 شخصًا من البرازيل إلى فرنسا، مما أدى إلى مقتل الجميع على متنها. أفاد طيار الطائرة «لم أنم بما فيه الكفاية الليلة الماضية. ساعة واحدة - لا تكفي»، وسلمت السيطرة على الطيارين المشاركين الذين لم يستجيبوا بشكل مناسب عندما كانت الطائرة في حالة ضائقة.  ولعل أبرز مثال على ذلك هو حادث مفاعل تشيرنوبيل النووي في أوكرانيا في أبريل عام 1986. وبدأ المفاعل في ارتفاع درجة الحرارة في حوالي الساعة 1:30 صباحًا بسبب إغلاق صمامات التبريد الحرجة. أدوات تبديل الحركة، المحرومة من النوم والتي تعاني على الأرجح من نوبات دقيقة مع انخفاض القدرة على اتخاذ القرار، عطلت نظام التبريد عن طريق الخطأ، مما تسبب في ارتفاع درجة حرارة المفاعل. نتيجة لذلك، كان هناك انفجار مدمر، مما أدى إلى العديد من الإصابات والخسائر المرتبطة بالإشعاع.
وبالتالي، غالبًا ما يتم فحص المجهر في سياق الكشف عن نعاس السائق والوقاية من الإصابات المرتبطة بالعمل وحوادث السلامة العامة (مثل تعطل الشاحنات وتعطل القاطرة وتعطل الطائرة وما إلى ذلك). بعض الإحصاءات أدناه:
- 44٪ من السائقين أثناء القيادة في وقت متأخر من الليل يصبحون نائمين بشكل خطير.[13]
- تعمل بروتوكولات العمل المجهدة للغاية على زيادة احتمال وقوع الحوادث من 0٪ إلى 35٪ تقريبًا.[14]
- microsleeps المزمنة (MS) لا تزيد فقط من احتمال الإصابة ولكن أيضا تقلل من إنتاجية العامل وتزيد من احتمالية التغيب عن العمل.[15]
- وفقا لدراسة واحدة من مراكز السيطرة على الأمراض والوقاية منها (CDC)، من بين 74,571 من البالغين الذين شملهم الاستطلاع في 12 ولاية أمريكية، أفاد 35.3 ٪ <7 ساعات من النوم خلال فترة 24 ساعة نموذجية، أفاد 48.0 ٪ من الشخير، 37.9 ٪ أفادوا بأنهم نائمون خلال اليوم مرة واحدة على الأقل في الشهر السابق، وأبلغ 4.7٪ عن إيماء أو النوم أثناء القيادة على الأقل مرة واحدة في الشهر السابق. [6]
- تقدر الإدارة الوطنية للسلامة المرورية على الطرق السريعة أن 2.5 ٪ من الحوادث المميتة و2 ٪ من حوادث الاصابات تنطوي على قيادة نعسان.[16]

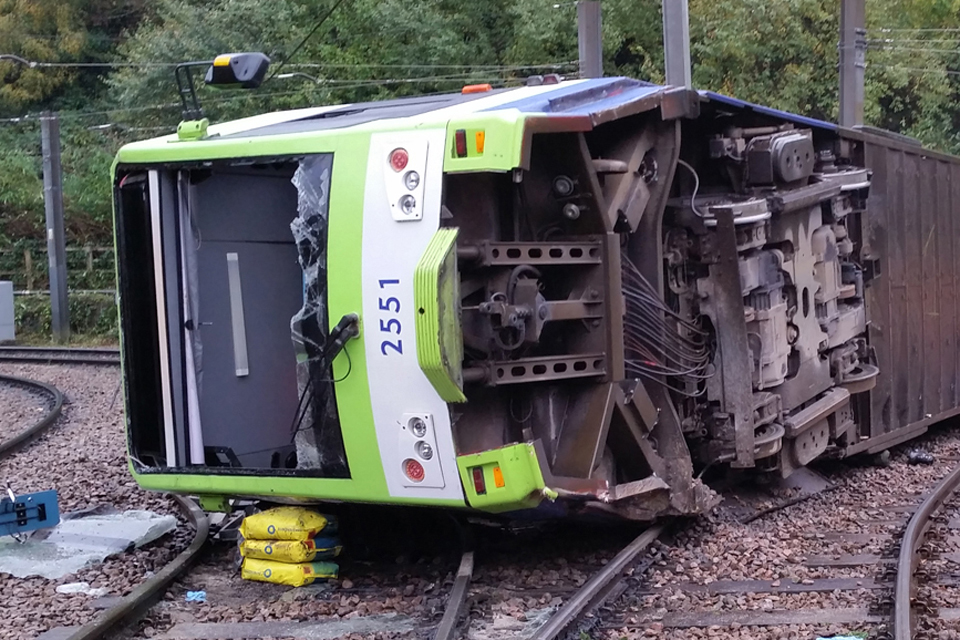
انحراف ترام Croydon لعام 2016 ، نتيجة لما يُشتبه في أنه microsleep يصيب السائق.

- انحراف ترام Croydon لعام 2016 ، نتيجة لما يُشتبه في أنه microsleep يصيب السائق.  يرتبط الإرهاق بـ 250 حالة وفاة في حوادث النقل الجوي في السنوات الـ 16 الماضية [17]

## الارتباط بالأعصاب
بشكل عام، تتميز المجهرية بانخفاض النشاط في المناطق ذات الصلة باليقظة في المخ وزيادة النشاط في المناطق المرتبطة بالنوم من الدماغ. من الصعب النظر إلى الارتباطات العصبية للنُخْم microsleeps نظرًا لأن النغمات الصغرية يمكن أيضًا أن تُثار بمهام رتيبة (مثل القيادة أو التجريف في الفصل). لذلك، من المهم فحص الارتباطات العصبية لأحداث microsleep فيما يتعلق بالإعدادات التجريبية (مثل إعداد القيادة المحاكاة، وإعداد وقت التفاعل، وما إلى ذلك). التباين الفردي في بنية الدماغ يجعل من الصعب تشخيص أحداث microsleep بموضوعية.
في إحدى الدراسات، تم التحقيق في النشاط العصبي الأساسي لمرض التصلب العصبي المتعدد عن طريق قياس فيديو للعين، وسلوك الاستجابة، وEEG، والرنين المغناطيسي الوظيفي في وقت واحد من الأفراد الذين يرتاحون عادة في مهمة الحسية الحركية.  قام 20 مشاركًا بتتبع حافز مرئي بعصا التحكم لمدة 50 دقيقة في بعدين (أعلى / أسفل / يمين / يسار) على شاشة الكمبيوتر. أجرى المشاركون هذه المهمة في ماسحة التصوير بالرنين المغناطيسي الوظيفي مثل استجابة عصا التحكم، العين اليمنى الفيديو، EEG (60 EEG) أقطاب، وبيانات الرنين المغناطيسي الوظيفي تم تسجيلها في وقت واحد. كان معظم المشاركين لديهم نوبات دقيقة متكررة (> 35) في مهمة حركية مرئية (تتبع التحفيز البصري على الشاشة)، بما يتوافق مع انخفاض النشاط في مناطق المخ المرتبطة بالإثارة بمرور الوقت (المهاد، الدماغ المتوسط، القشرة الحزامية الخلفية).
فحصت دراسة أخرى أنماط التنشيط لخمسة أشخاص استيقظوا من المجهر في تجربة قيادة محاكية.  وقد وجد أنه عند إيقاظ المنطقة الرؤية، تم تنشيط القشرة الأمامية، الفص الحوفي (في مرحلة التنشيط المكثفة) وتم تنشيط القشرة الأمامية، القشرة الزمنية، المنطقة الحركية الأولية، والعزل (في مرحلة الاستيقاظ المفاجئ). لذلك، خلصت الدراسة إلى أن عملية صنع القرار لم يتم تفعيلها فور الاستيقاظ من مرض التصلب العصبي المتعدد، مما يحتمل أن يزيد من خطر الإصابة في مهام صنع القرار المكثفة مثل القيادة أو الجراحة.
يتم تنظيم الانتقال من اليقظة إلى النوم من خلال مجموعة متنوعة من المواد الكيميائية. من المحتمل أن يتسبب الأدينوسين في ظهور الجانب النائم من المجهرية، بينما من المحتمل أن يقلل الدوبامين من أحداث النغمات المجهرية من خلال تعزيز اليقظة. وقد تبين أن microsleeps ترتبط مع موجات (موجات PGO)، والتي تقمع المعالجة البصرية في العقد القاعدية. عندما لا يتم تنشيط هذا المسار، لا يمكن إعاقة الخلايا الموجودة في الركام العلوي (الذي يسبب إطلاق الدوبامين) عن طريق العقد القاعدية، مما يؤدي إلى ضعف قدرة المعالجة وظهور microsleep.

## طرق الكشف والتصنيفات
هناك حاليا العديد من الطرق للكشف عن microsleeps. ومع ذلك، هناك نقص في الإجماع العام بشأن أفضل طريقة لتحديد وتصنيف microsleeps. يبدو أن أبسط الطرق لاكتشاف هذه الأحداث هي من خلال الاختبارات النفسية واختبارات النطق والاختبارات السلوكية (مثل اختبار التثاؤب واختبار العين والفيديو). تتضمن الطرق الأكثر تعقيدًا والمكلفة لاكتشاف microsleeps EEG وfMRI وEOG وPSG المرتبطة بأنظمة تشغيل البرامج المختلفة. عندما يتم استخدام اختبارات متعددة بشكل متوازٍ، فإن اكتشاف النغمات الدقيقة على الأرجح سيصبح أكثر دقة. 
| الطريقة                                                        | الوصف أو الأمثلة |
| -------------------------------------------------------------- | --- |
| التصوير المقطعي (PSG)                                          | يراقب PSG العديد من وظائف الجسم بما في ذلك الدماغ (EEG)، حركات العين (EOG)، نشاط العضلات أو تنشيط العضلات الهيكلية (EMG) وإيقاع القلب (ECG) أثناء النوم.                                                                      |
| تخطيط كهربية الدماغ (EEG)                                      | تقوم EEG بتسجيل النشاط الكهربائي التلقائي للدماغ على مدى فترة زمنية قصيرة، عادة ما بين 20 و 40 دقيقة، كما هو مسجل من أقطاب كهربائية متعددة على فروة الرأس. Microsleeps لها تحول EEG إلى ترددات أبطأ (من موجات ألفا إلى ثيتا). |
| التصوير بالرنين المغناطيسي الوظيفي (الرنين المغناطيسي الوظيفي) | إجراء تصوير عصبي وظيفي باستخدام تقنية التصوير بالرنين المغناطيسي التي تقيس نشاط الدماغ من خلال الكشف عن التغييرات المرتبطة في تدفق الدم (يكشف ما هي مناطق الدماغ النشطة خلال أحداث microsleep).                               |
| الاختبارات النفسية                                             | اختبار وقت رد الفعل، مقياس نعاس كارولينسكا (KSS)، صيانة اختبار اليقظة (MWT)، اختبار اختفاء النوم المتعدد (MSLT). |
| مخطط كهربية كهربية                                             | EOG هو تقنية لقياس إمكانات الراحة لشبكية العين في العين البشرية. |
| اختبار العين الفيديو                                           | يقيس العين الوامضة وحركات العين للكشف عن أحداث microsleep. |
| اختبار التثاؤب في الفم                                         | تحسب عدد من التثاؤب على مدى فترة من الزمن. |
| اختبارات الكلام                                                | دراسة العواطف و / أو المحاكمة في الكلام للتنبؤ حلقات microsleep. |

على الرغم من المحاولات لتصنيف المجهرية على مستوى العالم من خلال طرق الكشف هذه (مع التركيز بشكل خاص على اختبارات EEG واختبار إغلاق الجفن البطيء)، هناك تباين كبير في أنواع المجهرية التي يواجها الناس. الاختبارات النفسية الذاتية المبلغ عنها ذاتيا مثل مقياس نعاس كارولينسكا (KSS)، على الرغم من اعتمادها على نطاق واسع وترتبط بشكل إيجابي مع EEG، وغالبا ما يكون لها فائدة محدودة لأن الأفراد في بعض الأحيان لا يدركون مستوى النعاس لديهم. يحتاج البحث في المستقبل إلى التركيز بشكل أكبر على الكائنات الدقيقة الموضوعية (مثل الإخراج الكهربائي المفصل في فترات أكثر إيجازًا) التي تقوم عليها أحداث النواة الصغيرة بحيث يمكن فهم الأحداث الكهربائية من حيث الأحداث السلوكية بدقة أكبر. بعد ذلك، يمكن تمييز أحداث microsleep بسلاسة أكبر عن حالات الوعي الأخرى، مثل الوعي الصامت الذي يتم اختباره أثناء التأمل.

## الأمراض، الدراسات السريرية، وعلم الصيدلة
وغالبا ما ترتبط Microsleeps للأمراض. توقف التنفس أثناء النوم هو إلى حد بعيد أهم مرض مرتبط بالنماء المجهرية من حيث الانتشار، حيث يصيب حوالي 10-15 مليون شخص. من بين الأمراض الأخرى التي قد تكون مرتبطة بالنُخاط الصغيرة: الخدار وفرط النوم وفصام الشخصية وغيرها من أسباب النعاس الشديد أثناء النهار. غالبًا ما يتم إهمال حلقات Microsleep ولا يتم استخدامها كمؤشر تشخيصي لهذه الأمراض. بدلاً من ذلك، يستخدم الأطباء أجهزة مثل PSG لإجراء دراسة للنوم على المرضى لتقييم الجودة الشاملة للنوم في بيئة معملية.
Microsleep الذي يتكرر وتؤثر سلبًا على الحياة اليومية غالبًا ما يتم تجميعها في فئة النعاس المفرط أثناء النهار. وبالتالي، فإن معظم الدراسات السريرية المتعلقة بالنُخْمَات الدقيقة في سياق تقليل النُخاع الدقيقة في النعاس المفرط أثناء النهار من خلال استخدام التدخلات الدوائية. على وجه الخصوص، أصبح المودافينيل دواءً شائعًا لتقليل النغمات المجهرية بسبب تأثيره المنشط مع آثار جانبية قليلة أو معدومة، وغالبًا ما تتم مقارنة الأدوية الجديدة بنتائج المودافينيل وهمي لتقييم الفعالية (مثل الميثيلفينيديت في مرض الشلل الرعاش). كما يتم اختبار Modafinil عبر مجموعة من الأمراض مثل انفصام الشخصية، الخدار، الجمدة، وتوقف التنفس أثناء النوم. وعمومًا، يبدو أن مسار الدراسات السريرية المتعلقة بالنُخَز المجهرية ذات الأعراض السلبية يختبر المودافينيل بشكل أكثر شمولًا عبر المزيد من الأمراض ويقارن الأدوية الجديدة بفعالية المودافينيل لتقليل الآثار السلبية للنغمات المجهرية على الأشخاص عبر مجموعة من الأمراض.
| العنوان | التدخلات | الحالة                                                                              |
| --- | --- | ----------------------------------------------------------------------------------- |
| آثار BF2.649 في علاج النعاس المفرط خلال النهار في الخدار. | المخدرات: BF2.649، المخدرات: Modafinil ، المخدرات: الدواء الوهمي                                                                   | علاج الإفراط في النوم خلال النهار في الخدار.                                        |
| دراسة فعالية وسلامة BF2.649 في علاج النعاس المفرط خلال النهار في الخدار | المخدرات: BF2.649، Modafinil ، وهمي                                                                                                | الخدار، الإفراط في النهار النعاس، الجمدة، اضطرابات النوم                            |
| دراسة تحديد مدى الجرعة BF2.649 مقابل الغفل لعلاج النعاس المفرط خلال النهار عند مرضى الشلل الرعاش                                                                                             | المخدرات: الدواء الوهمي، المخدرات: BF 2.649 5 ملغ، المخدرات: BF 2.649 10 ملغ، المخدرات: BF 2.649 20 ملغ، المخدرات: BF 2.649 40 ملغ | النعاس الشديد أثناء النهار، مرض باركنسون                                            |
| دراسة لمركب جديد للنوم المفرط خلال النهار المرتبط بالخدار | المخدرات: الدواء الوهمي، المخدرات: PF-03654746                                                                                     | النعاس الشديد أثناء النهار، الخدار                                                  |
| علاج الانكسار النهاري المفرط أثناء النهار في المرضى الذين يعانون من اضطرابات توقف التنفس أثناء النوم / ضيق التنفس (OSA / HS) باستخدام علاج الضغط الهوائي الإيجابي المستمر (nCPAP) (0249-015) | المقارنة: MK0249 ، الدواء: المقارنة: الدواء الوهمي، الدواء: المقارنة: modafinil                                                    | توقف التنفس أثناء النوم (الانسدادي)، متلازمة نقص التنفس، النعاس الشديد أثناء النهار |
| Pitolisant لتقييم التكرار الأسبوعي لهجمات Cataplexy و EDS في المرضى المصابين بالخدار (HARMONY CTP)                                                                                           | المخدرات: Pitolisant ، المخدرات: الدواء الوهمي                                                                                     | الخدار مع Cataplexy ، النعاس المفرط في النهار                                       |
| مقارنة بين المودافينيل والميثيلفينيديت في علاج النعاس الشديد أثناء النهار في المرضى الذين يعانون من مرض الشلل الرعاش                                                                         | المخدرات: modafinil ، المخدرات: الميثيلفينيديت                                                                                     | مرض الشلل الرعاش                                                                    |
| علاج زيادة المودافينيل للنوم المفرط أثناء النهار والأعراض السلبية لدى مرضى الفصام | المخدرات: Modafinil ، المخدرات: الدواء الوهمي                                                                                      | انفصام في الشخصية                                                                   |
| فعالية وسلامة BF2.649 في النعاس المفرط في النهار (EDS) في مرض الشلل الرعاش | الدواء: BF2.649 (Pitolisant) | مرض الشلل الرعاش                                                                    |
| تجربة Xyrem بسبب النعاس الشديد أثناء النهار واضطراب النوم في مرض باركنسون (PD) | المخدرات: أوكسيبات الصوديوم | مرض الشلل الرعاش                                                                    |

Microsleeps في بعض الأحيان يكون لها تأثير جانبي للعقاقير المختلفة، خاصة فيما يتعلق بالعقاقير المحفزة للدوبامين في مرض الشلل الرعاش. على وجه الخصوص، نعاس هو تأثير سلبي معترف به منبهات الدوبامين، براميبيكسول وropinirole  من المعروف أن هذه الأدوية تسبب نوبات نوم مفاجئة في حوالي 50 ٪ من المرضى الذين يعانون من مرض باركنسون (PD) أثناء القيادة. لذلك، قد تشمل التدخلات السريرية المتعلقة بالنُخاع المجهري أيضًا الحد من النعاس المفرط كتأثير جانبي لإدارة الدواء.
معظم microsleeps ليست مهمة عمليا، ولكن. الأفراد الذين يشعرون بالنعاس ويرغبون في الحفاظ على اليقظة في كثير من الأحيان تستهلك المنشطات دون وصفة طبية مثل الكافيين في القهوة. وبشكل أكثر تحديداً، فقد ثبت أن تناول الكافيين عالي الجرعة المنخفضة التردد فعال في مواجهة آثار ضعف أداء العمل بسبب اليقظة الطويلة، مما يؤكد الفرضية القائلة بأن الأدينوزين هو وسيط في انخفاض الأداء المرتبط بيقظة ممتدة . [49] المنشطات الأخرى التي يمكن أن تقلل من تواتر microsleep تشمل أديرال، الأمفيتامين، الكوكايين، والتبغ. [50] [51]

## في الثقافة الشعبية
يتم عرض Microsleep على نطاق واسع في امتياز فيلم الرعب الشهير A Nightmare في Elm Street. يشار إليها باسم «قيلولة صغيرة» في إعادة تشغيل 2010 على وجه التحديد.
في 30 موسم روك 7 الحلقة 5 «لا يوجد أنا في أمريكا»، تتساءل ليز «كيف تنام في الليل، جاك؟»، ويجيب جاك «أنا لا. أنا آخذ الآلاف من القيلولة الصغيرة خلال النهار».
في Batman (كتاب هزلي)، المجلد 1 # 682، يُظهر Batman أنه يقوم ب Microsleep منتظمة لتخفيف عقله وزيادة مهارات حل المشكلات بدلاً من دورة النوم المناسبة.